# Tour della nazionale maschile di rugby a 15 della Scozia 2018

## Risultati
| Arbitro: | Shuhei Kubo |

|             |      |                                                                          |
| tecnica 46’ | mt   | 8’ McGuigan 33’ Jackson 41’, 67’, 71’ Turner 54’ Bradbury 78’ Carmichael |
|             | tr   | 33’, 41’ Hidalgo-Clyne 54’, 71’, 78’ Kinghorn                            |
| O'Leary 13’ | c.p. | 3’ Hidalgo-Clyne                                                         |

| Arbitro: | Wayne Barnes |

|                                   |      |                                             |
| Taufete’e 37’, 42’ Germishuys 58’ | mt   | 1’ Kinghorn 24’ tecnica 33’ Turner 80’ Fife |
| MacGinty 37’, 42’, 58’            | tr   | 1’, 33’ Kinghorn                            |
| MacGinty 16’, 28’, 47’            | c.p. | 40’ Kinghorn                                |

| Arbitro: | Mathieu Raynal |

|                                  |      |                                                                 |
| Lezana 49’ Gonzalez Iglesias 57’ | mt   | 1’, 38’ G. Horne 7’ Kinghorn 12’ McInally 20’ Bradbury 53’ Fife |
| Sánchez 49’                      | tr   | 1’, 7’, 12’, 20’ P. Horne                                       |
| Sánchez 17’                      | c.p. | 27’, 61’ P. Horne                                               |